# Palena (luna)
Paléna (grško Παλλήνη: Palléne) je zelo majhen Saturnov naravni satelit, ki ima svojo tirnico med tirnicama lun Mimas in Enkelad. 

## Odkritje
Luno Paleno so opazili člani Cassini Imaging Science Teama na posnetkih leta 2004. Dobila je začasno oznako S/2004 S 2. V resnici so jo prvič opazili že 23. avgusta samo na enem posneku, ki ga je naredil Voyager 1. Takrat je dobila oznako S/1981 S 14. Pozneje je niso opazili na nobenem posnetku. So pa že takrat ugotovili, da so posneli neznano luno.
Uradno ime je dobila leta 2005 po Paleni iz grške mitologije. Palena je bila ena izmed Alkionid, sedmih lepih hčera velikana Alkiona. Znana je tudi kot Saturn XXXIII.

## Tirnica
Palena kroži okoli Saturna na oddaljenosti okoli 212.280 km. Njena obhodna doba je 1,15 dni.
Na gibanje Palene močno vpliva mnogo večja luna Enkelad. Vpliv Enkelada sicer ni tako velik kot je vpliv lune Mimas na luno Metono. Trenutni elementi tirnice Palene se zaradi tega vpliva precej močno spreminjajo (velika polos za 4 km, longituda za 0,02 °, izsrednost od 0,002 do 0,006, naklon tira pa med 0,178 ° in 0,184 °).

## Obroč Palene
Cassini Imaging Science Team je našel tudi šibek obroč okoli tirnice, po kateri se giblje Palena. Obroč so opazili na posnetkih leta 2006 . Obroč ima širino 2.500 km. Nastal pa je iz delcev, ki so ob padcih meteoritov odleteli s površine lune . Ta obroč še nima uradnega imena, začasno ga imenujejo Obroč Palene.